# 皮亚诺-迪索伦托
皮亚诺-迪索伦托（義大利語：Piano di Sorrento），是意大利坎帕尼亞大區那不勒斯廣域市的一个市镇。总面积7平方公里，人口13066人，人口密度1866.6人/平方公里（2009年）。ISTAT代码为063053。